# Tetradactylus africanus
Espèce
Synonymes
- Caitia africana Gray, 1838
- Tetradactylus fitzsimonsi Hewitt, 1915

Statut de conservation UICN

 LC  : Préoccupation mineure
Tetradactylus africanus est une espèce de sauriens de la famille des Gerrhosauridae.

## Répartition
Cette espèce se rencontre en Eswatini et en Afrique du Sud.

## Description
Cette espèce est ovipare, elle pond ses œufs dans les fourmilière de l'espèce Anochetus faurei.

## Liste des sous-espèces
Selon The Reptile Database (9 novembre 2012) :
- Tetradactylus africanus africanus (Gray, 1838)
- Tetradactylus africanus fitzsimonsi Hewitt, 1915

## Publications originales
- Gray, 1838 : Catalogue of the slender-tongued saurians, with descriptions of many new genera and species. Annals and Magazine of Natural History, sér. 1, vol. 1, p. 274-283, 388-394 (texte intégral).
- Hewitt, 1915: Descriptions of two new South African lizards, Tetradactylus laevicauda and T. fitzsimonsi. Annals of the Transvaal Museum, vol. 5, no 2, p. 101-103 (texte intégral).